# 盾寬箬鰨
盾寬箬鰨為輻鰭魚綱鰈形目鰨亞目鰨科的其中一種，為熱帶魚類，分布於西太平洋區，包括泰國、菲律賓、馬來西亞、新加坡、印尼及巴布亞紐幾內亞半鹹水及海域，體長可達38公分，棲息在沙底質且有遮蔽的潟湖、珊瑚礁區，生活習性不明。